# Bara István (fotóriporter)
Bara István (Budapest, 1942. február 1. – Budapest, 2025. február 23.) magyar üzletember, újságíró, fotóriporter, fotóművész.

## Élete
Tanulmányait 1960 és 1964 között a Magyar Újságírók Országos Szövetsége Újságíróiskolájának fotóriporteri szakán kezdte, majd 1964-től 1967-ig a Marxista–Leninista Esti Egyetem esztétika szakán folytatta, utána 1967-től 1969-ig a MÚOSZ újságíróiskolában tanult képtördelő szakon, végül 1977 és 1982 között az MSZMP Politikai Főiskolájának hallgatója volt.
1960-tól fotóriport-gyakornokként dolgozott az MTI-nél, majd 1963-tól ugyanott fotóriporter volt 1970-ig. 1977 és 1979 között vezette a propaganda-főosztályt, 1979–1980-ban az illusztrációs rovatot. 1980-tól 1990-ig töltötte be az MTI Fotó igazgatói tisztét. Ezután 1990–1991-ben a Bonnier Business Press Kiadó igazgatója lett, ő alapította meg az Üzlet című gazdasági napilapot. Ezt követően lapigazgató volt 1991-től 1993-ig az Anna Magazinnál és a Szabad Földnél, majd 1993-tól a Mai Nap Kiadó Rt., 1993 és 1995 között a Juventus Rádió főigazgatója volt. Ezután 1994-től a Metropol TV főigazgatói posztját töltötte be, 1995-ben az Új Magyarország lapigazgatója lett, 1996-tól pedig ügyvezető igazgatóként tevékenykedett Fotólux Extránál.
A Foto Bara fotószaküzletek és egy szálloda, valamint a Cofopex gyógyszeripari cég tulajdonosa.
1964-ben lett a Magyar Fotóművészek Szövetségének tagja, 1985-től elnöke a MÚOSZ Fotóriporter Szakosztályának, 1991-től pedig a Nemzetközi Újságíró Szövetség fotószekciójának. Kétszer választották meg a World Press, valamint szintén kétszer az Interpress Fotó zsűrijének tagjául. A NÚSZ Nemzetközi Újságíró Iskoláján egy évtizeden keresztül tanított.

## Díjak/ösztöndíjak
- 1976 • Év fotóriportere
- 1984 • A Haza Szolgálatáért
- 1986 • Munka Érdemrend arany fokozata

Kiállításokon körülbelül száz díjat nyert: Bifota aranyérem; Pravda Világfotó Pályázat II. díj.

## Egyéni kiállítások
- 1968 • Szibéria, Szibéria, Vadas Terem
- 1974 • A Szabadság születése, Vadas Terem
- 1978 • Etiópiai riport, Vadas Terem

## Válogatott csoportos kiállítások
- 1987 • Magyar Fotográfia ’87, Műcsarnok, Budapest
- 2003 • Tagsági díj – A Magyar Fotóriporterek Társaságának kiállítása, Budapest Galéria Kiállítóháza, Budapest
- 2009 • Kortalan divat a WestEnd Millennium udvarában, Budapest
- 2010 • A divatvilág a fotográfiában – tegnap és ma. Magyar Nemzeti Múzeum (A XXVIII. Magyar Sajtófotó-pályázat 2009 kísérő kiállítása)

## Könyve
- Tavasz Szibériában, 1969